# 混合事务分析处理
混合事务分析处理（英語：Hybrid transactional/analytical processing），简称HTAP，Gartner公司发明的名词，指既可以用做联机数据处理，也可以用做线上数据分析的混合应用数据库架构。

## 引用
1. ↑  . www.gartner.com.   [2017-04-15]. （原始内容存档于2017-05-17）.